# Heliotropium subspinosum
Heliotropium subspinosum är en strävbladig växtart som beskrevs av Mats Thulin och A.G.Mill. Heliotropium subspinosum ingår i Heliotropsläktet som ingår i familjen strävbladiga växter. Inga underarter finns listade i Catalogue of Life.